# Серый лемур
Серый лемур, или серый кроткий лемур, или серый гапалемур (лат. Hapalemur griseus) — млекопитающее из рода кротких лемуров (Hapalemur) семейства Лемуровых (Lemuridae). Эндемик Мадагаскара. Питается в основном бамбуком. Эти животные очень ловкие и хорошо координированы. Отлично лазают по деревьям и стеблям бамбука, могут быстро передвигаться в бамбуковых рощах при помощи прыжков со стебля на стебель.
Цвет шерсти — серый, часто с красноватой отметиной на голове. В длину составляет в среднем 28,4 см, хвост длинный, в среднем 36,6 см.
В 1795 году был описан подвид Hapalemur griseus griseus. В 2007 году был описан другой подвид кроткого лемура — Hapalemur griseus gilberti, который, однако, был признан отдельным видом в 2008 году. Однако проведённые в 2010 году исследования на молекулярном уровне показали, что Hapalemur gilberti следует всё-таки считать подвидом кроткого лемура. Этот подвид водится только в национальном парке «Ранумафана».
Третий подвид кроткого лемура — Hapalemur griseus ranomafanensis.